# Samsung GX-20
Samsung GX-20 — цифровой однообъективный зеркальный фотоаппарат корейской компании Samsung Electronics. Оснащен 14-мегапиксельной CMOS-матрицей, разработанной совместно с компанией Pentax. По состоянию на август 2010 года, это последняя DSLR-камера, производившаяся под маркой Samsung. Выпускается в чёрном пылевлагозащищённом корпусе.
Является клоном камеры Pentax K20D, от которой отличается надписями, программным обеспечением, типом аккумулятора и слегка иным корпусом.

## Основные отличия от предыдущей моделиGX-10
| Модель → Характеристика ↓                                                           | GX-10                                               | GX-20 |
| ----------------------------------------------------------------------------------- | --------------------------------------------------- | --- |
| Матрица                                                                             | ПЗС, 23,5×15,7 мм, 3872×2592 (10 Мп), Kf=1,53       | КМОП, 23,4×15,6 мм, 4672×3120 (14,6 Мп), Kf=1,54                                                                          |
| Максимальная серия                                                                  | 9 кадров в Raw, ? кадров в DNG, неограничено в JPEG | 14 кадров в RAW, 16 кадров в DNG, 38 кадров в JPEG                                                                        |
| Максимальная серия с пониженным качеством                                           | —                                                   | Режим Lo: 2,3 к/с JPEG (сжатие «Best») неограниченная серия                                                               |
| Разъем X-sync                                                                       | Нет                                                 | Есть |
| Увеличение при просмотре отснятых кадров                                            | 20×                                                 | 32× |
| Цветной монитор                                                                     | 2,5", 210 000 пикселов                              | 2,7", 230 000 пикселов |
| Режим LiveView (визирование по монитору)                                            | Нет                                                 | Есть, с возможностью 4- и 8-кратного увеличения                                                                           |
| Установка чувствительности                                                          | ISO 100—1600 с шагом в 1, 1/2 или 1/3 EV            | ISO 100—6400 с шагом в 1, 1/2 или 1/3 EV                                                                                  |
| Борьба с пылью на сенсоре                                                           | Встряхивание матрицы. Пылевлагозащищённый корпус    | Встряхивание матрицы. Пылевлагозащищённый корпус. Сигнализатор о пылинках на матрице и помощник в их отыскании на сенсоре |
| Дефектные пикселы                                                                   |                                                     | Идентификация и ремаппинг дефектных пикселов                                                                              |
| Регулировка встроенного шумоподавителя для высоких значений чувствительности        | Нет                                                 | Есть |
| Возможность настройки баланса белого для встроенного монитора                       | Нет                                                 | Есть |
| Режим «Dynamic range expansion»                                                     | Нет                                                 | Есть |
| Режим сравнения пары отснятых кадров                                                | Нет                                                 | Нет |
| Возможность самостоятельной юстировки автофокуса под конкретный экземпляр объектива | С запоминанием параметров для 1 объектива.          | С запоминанием параметров для 20 объективов                                                                               |

- Вдвое увеличено количество снимков, сделанных на одном заряде аккумулятора.

## Примечания

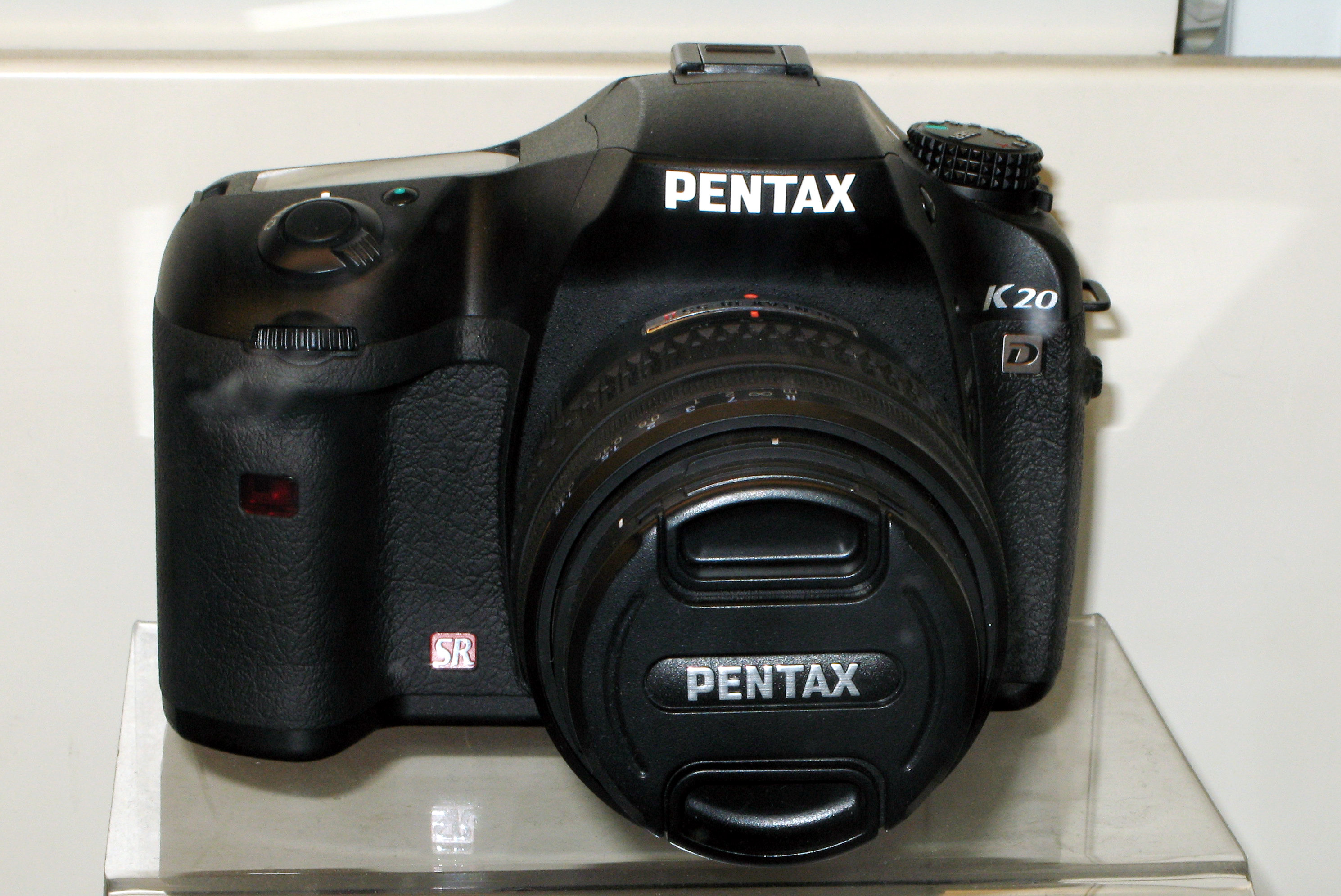
Камера-клон Pentax K20D